# Regió Zumpango

Regió Zumpango à Estat de Mèxic

La regió Zumpango és una de les 16 regions de l'Estat de Mèxic. Està situada al nord-est d'Estat de Mèxic.

## Municipis de la regió
- Apaxco
- Hueypoxtla
- Jaltenco
- Nextlalpan
- Tequixquiac
- Tonanitla
- Zumpango